# Соса, Роберто Карлос
Робе́рто Ка́рлос Со́са (исп. Roberto Carlos Sosa; 24 января 1975, Санта-Роса, Ла-Пампа) — аргентинский футболист и тренер.

## Карьера
Начал профессиональную карьеру в клубе «Химнасия де Ла-Плата» в 1995 году. Лучшим периодом в Аргентине для него стал сезон 1997/98, когда он забил 28 голов в 38 матчах. Он стал лучшим бомбардиром Клаусуры 1998 года с 17 голами. После такого успешного сезона он перешёл в клуб итальянской Серии A «Удинезе» за 7,5 миллионов долларов.
Проведя четыре года в Италии, вернулся в Аргентину, в «Бока Хуниорс», но провёл в клубе всего шесть месяцев, не забив ни одного гола. Остаток сезона провёл в клубе «Химнасия де Ла-Плата», за который сыграл 15 матчей и забил 2 гола.
В сезоне 2003/04 он снова вернулся в Италию, в клуб Серии B «Асколи», за который забил 4 гола в 17 матчах. Вторую половину сезона провёл в «Мессине», где выходил на поле в 21 игре и забил 5 голов.
Летом 2004 года перешёл в «Наполи», когда команда играла в Серии C1. Соса помог неаполитанскому клубу подняться сначала в Серию B, а потом и в Серию А. Проведя в высшем итальянском дивизионе один сезон, в котором он сыграл 30 матчей, в основном выходя на замену, и забил шесть голов, Соса снова вернулся в Аргентину, в свой первый клуб «Химнасия де Ла-Плата». Проведя не лучший сезон 2008/09, в котором он забил 2 гола в 24 матчах, Соса, тем не менее, помог клубу сохранить прописку в элитном дивизионе.
Потеряв место в стартовом составе «Химнасии» в следующем сезоне, Соса решил снова вернуться в Италию, на этот раз в клуб Серии C2 «Санремезе». В Сан-Ремо Соса провёл полсезона, забив 3 гола в 12 матчах, после чего контракт с ним был расторжен.